# 中国科学院物理研究所

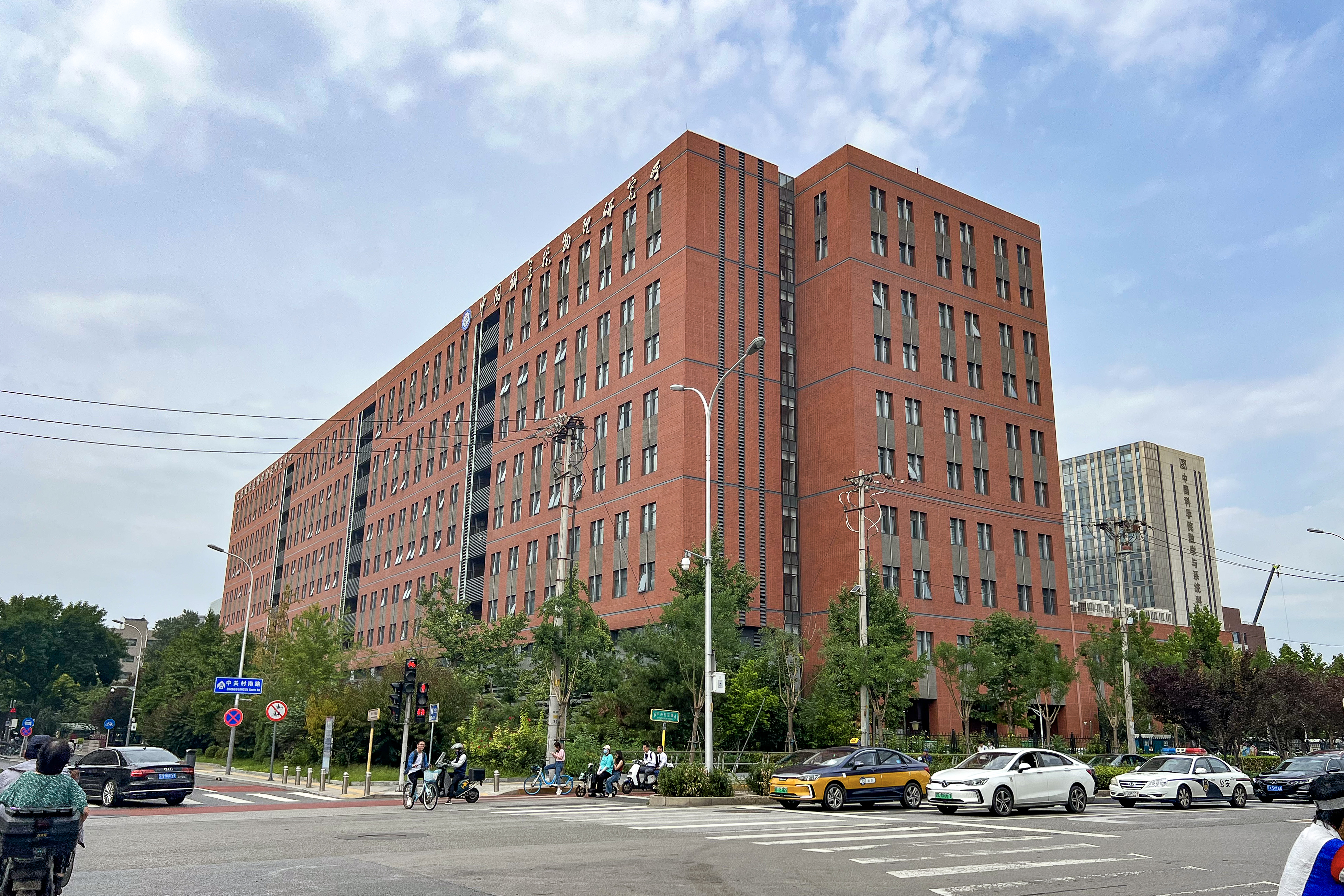
物理所总部大楼

中国科学院物理研究所（以下简称“物理所”）是中国科学院早期成立的研究所之一，成立于1950年，所址地处北京市海淀区中关村，其前身是成立于1928年的国立中央研究院物理研究所和成立于1929年的北平研究院物理研究所。物理所的研究领域涵盖大部分物理二级学科，是一个综合性多学科的大型研究所，现有职工400余人，流动人员（主要为博士或硕士研究生）800余人，其中有中国科学院院士九人。